# 纯真年代 (画作)
《纯真时代》是18世纪英国著名画家约书亚·雷诺兹创作的一幅油画。
画中女孩的身份至今未知，据猜测是雷诺兹的曾侄女西奥拉·格瓦特金（Theophila Gwatkin）。1847年，收藏者罗伯特·弗农（Robert Vernon） 将此画赠送给英国国家美术馆。 1951 年被转移至泰特美术馆，此后此画一直展示于泰特美术馆。

## 类型
这幅画不是委托制作的肖像画，而是一副人物刻画练习，按当时的说法，这也是一幅“花俏畫”。 这幅画是在雷诺兹的之前的画作《草莓女孩》的基础上画的，此前该画出现了一些颜料脱落，只有双手部分保持原来的状态。但据文献记载，这幅重绘的画也在1859年后出现了颜料脱落的现象。

## 命名
直到雷诺兹去世两年后，为这幅油画才被约瑟夫·格罗泽命名。起初，格罗泽只是将这个名字用于自己的一副版画，但后来渐渐被广泛用来指代此画。久而久之，便成了这幅画的正式名字。 这幅画最早的名字可能是《小女孩》（雷诺兹在皇家艺术学院展出的一幅作品的名字）。

## 流行
《纯真年代》是公众最爱的画作之一。这幅画被频繁地印刷在不同种类的出版物和暂稿中。 1856年至1893年间，他的学生以及专业摹画师制作了超过323个全尺寸的复制品。 